# Personalplanung
Personalplanung ist ein Teil der Unternehmensplanung und des Personalwesens. Sie soll in die nahe, mittlere und ferne Zukunft vorausschauend alle Maßnahmen berücksichtigen, die erforderlich sind, damit dem Unternehmen zur Erreichung seiner Ziele die dazu erforderlichen Mitarbeiter zur Verfügung stehen. Die Personalplanung ist die Projektion gewollten personalwirtschaftlichen Handels in die Zukunft. Dabei müssen die Qualität und Quantität der Mitarbeiter (Arbeitnehmer), M.A.Z.O. (richtiger Mitarbeiter, richtige Anzahl, richtige Zeit, richtiger Ort), die Einhaltung von Kostenplänen und geplanten Kostenverläufen sowie individuelle Erwartungen und betriebliche Erfordernisse berücksichtigt werden. Entsprechend der jeweiligen Branche (Industrie, Handel, Dienstleistungen/Nonprofit) sind dabei Mindestbesetzungen für die einzelnen Funktionen zu definieren, da zum Beispiel ein Vollzeitmitarbeiter im Handel im Durchschnitt ca. 1.700 Stunden im Jahr zur Verfügung steht, die Ladenöffnungszeiten aber eine Anwesenheit von mindestens 2.500 Stunden („Mindestbesetzung“) erfordern. Zudem ist die Personalplanung mit der Unternehmens- und Führungsphilosophie zu verbinden, insbesondere bei der Vereinbarung der zu erbringenden Leistung (Zielvereinbarung) und der Bindung an Umsatzziele.
Die Teilpläne der Personalplanung bestehen in:
- Personalbestandsplanung
- Personalbedarfsplanung
- Planung der Personalbeschaffung
- Planung der Personalentwicklung
- Personaleinsatzplanung
- Planung der Personalkosten, auf der Basis bisher gegebener Kosten (Soll- und Plankosten)
- Planung der Personalfreisetzung
- Workforce-Management
- quantitative Anpassung im variablen Faktor

Die Notwendigkeit der Personalplanung besteht erstmals bei der Gründung eines Unternehmens. Sie setzt sich fort, wenn das Unternehmen in einem turbulenten Umfeld tätig ist, an das es sein Produktionsprogramm anpassen muss. Aber selbst bei einem ruhigen Umfeld kann ein Zwang zur Personalplanung durch Fluktuation oder durch Ausscheiden des Personals aus dem Berufsleben ausgelöst werden.  Hierzu können z. B. Szenariotechniken mit einem best und einem worst case hilfreich sein.